# 松島芳久
松島 芳久（まつしま よしひさ、1967年11月16日 - ）は、日本の元サッカー選手、指導者。現役時代のポジションはディフェンダー。

## 来歴
高槻南高校では同期に櫛引実がいる。大阪商業大学を経て1990年に日本サッカーリーグ1部の松下電器産業サッカー部に加入。同年11月18日に行われたJSL1部第4節の本田技研戦でデビュー。加入初年度は1試合の出場にとどまったが、翌1991-92シーズンは9試合に出場した。JSL1部では通算10試合に出場した。
1992年、プロ化によりガンバ大阪へ移行後もチームに在籍し、1993年の日本プロサッカーリーグ開幕時にもチームに在籍したが、出場機会はなく同年限りで退団した。
1994年にジャパンフットボールリーグのコスモ石油へ移籍し
その後は福島FCに在籍した。
引退後はサッカー指導者となり、日本女子サッカーリーグのスペランツァFC高槻や大阪府成年女子国体選抜、関西社会人リーグの履正社FCなどを指導。2009年にJFA 公認S級コーチを取得。
2019年時点ではJFA公認47FAインストラクターや、吉備国際大学Charmeのゼネラルマネージャーを務めている。

## 個人成績
| 国内大会個人成績 | 国内大会個人成績 | 国内大会個人成績 | 国内大会個人成績 | 国内大会個人成績 | 国内大会個人成績 | 国内大会個人成績 | 国内大会個人成績  | 国内大会個人成績 | 国内大会個人成績 | 国内大会個人成績 | 国内大会個人成績 |
| 年度             | クラブ           | 背番号           | リーグ           | リーグ戦         | リーグ戦         | リーグ杯         | リーグ杯          | オープン杯       | オープン杯       | 期間通算         | 期間通算         |
| 年度             | クラブ           | 背番号           | リーグ           | 出場             | 得点             | 出場             | 得点              | 出場             | 得点             | 出場             | 得点             |
| 日本             | 日本             | 日本             | 日本             | リーグ戦         | リーグ戦         | リーグ杯         | リーグ杯          | 天皇杯           | 天皇杯           | 期間通算         | 期間通算         |
| ---------------- | ---------------- | ---------------- | ---------------- | ---------------- | ---------------- | ---------------- | ----------------- | ---------------- | ---------------- | ---------------- | ---------------- |
| 1990-91          | 松下             | 27               | JSL1部           | 1                | 0                | 0                | 0                 | 0註1             | 0                | 1                | 0                |
| 1991-92          | 松下             | 29               | JSL1部           | 9                | 0                | 2                | 0                 | 0註2             | 0                | 11               | 0                |
| 1992             | G大阪            | -                | J                | -                | -                | 0                | 0                 | 0註3             | 0                | 0                | 0                |
| 1993             | G大阪            | -                | J                | 0                | 0                | 0                | 0                 |                  |                  |                  |                  |
| 通算             | 日本             | 日本             | J                | 0                | 0                | 0                | 0\|\|\|\|\|\|\|\| |                  |                  |                  |                  |
| 通算             | 日本             | 日本             | JSL1部           | 10               | 0                | 2                | 0                 | 0                | 0                | 12               | 0                |
| 総通算           | 総通算           | 総通算           | 総通算           | 10               | 0                | 2                | 0\|\|\|\|\|\|\|\| |                  |                  |                  |                  |

註1 1回戦のYKK戦のメンバーについては不明。
註2 1回戦の新日鉄室蘭戦のメンバーについては不明。
註3 1回戦の三菱自工水島戦のメンバーについては不明。
その他の公式戦
- 1991年
  - コニカカップ 1試合0得点